# Championnats d'Afrique de tennis de table 1962
Navigation
Championnats d'Afrique 1964
Les Championnats d'Afrique de tennis de table 1962, première édition de la compétition continentale, ont lieu en septembre 1961 à Alexandrie en Égypte,.

## Médaillés seniors
| Épreuves | Or                                                                                     | Argent                                                                      | Bronze                                |
| -------- | -------------------------------------------------------------------------------------- | --------------------------------------------------------------------------- | ------------------------------------- |
| Hommes   |                                                                                        |                                                                             |                                       |
| Simple   | Emmanuel Aryee Quaye (de)                                                              | Fawzi El-Abrashy (de)                                                       | Aly El-Samaa                          |
| Simple   | Emmanuel Aryee Quaye (de)                                                              | Fawzi El-Abrashy (de)                                                       | Abdou Gaafar                          |
| Double   | Fawzi El-Abrashy (de) Adel Fahmy                                                       | Ebenezer Quaye Emmanuel Aryee Quaye (de)                                    | Medhat Aboulfetouh Fahmi Ezz Galal    |
| Double   | Fawzi El-Abrashy (de) Adel Fahmy                                                       | Ebenezer Quaye Emmanuel Aryee Quaye (de)                                    | Mamdouh Salama Mohamed Monir Taha     |
| Équipe   | Égypte Fawzi El-Abrashy (de) Adel Fahmy Abdou Gaafar Mamdouh Salama Mohamed Monir Taha | Ghana Samuel Koakdo Allotey Saruze Ebenezer Quaye Emmanuel Aryee Quaye (de) | Nigeria                               |
| Équipe   | Égypte Fawzi El-Abrashy (de) Adel Fahmy Abdou Gaafar Mamdouh Salama Mohamed Monir Taha | Ghana Samuel Koakdo Allotey Saruze Ebenezer Quaye Emmanuel Aryee Quaye (de) | Soudan                                |
| Femmes   |                                                                                        |                                                                             |                                       |
| Simple   | Ines El-Darwish (de)                                                                   | Ethel Jacks (en)                                                            | Perihan El-Bakri                      |
| Simple   | Ines El-Darwish (de)                                                                   | Ethel Jacks (en)                                                            | Krambella                             |
| Double   | Perihan El-Bakri Ines El-Darwish (de)                                                  | Ernestina Akuetteh (de) Ethel Jacks (en)                                    | Souheir El-Hennawi Naila Naser        |
| Double   | Perihan El-Bakri Ines El-Darwish (de)                                                  | Ernestina Akuetteh (de) Ethel Jacks (en)                                    | Zakieh El-Nashar Bahiga Sherif        |
| Équipe   | Égypte Perihan El-Bakri Ines El-Darwish (de) Souheir El-Hennewi Naila Naser            | Ghana Ernestina Akuetteh (de) Ethel Jacks (en)                              | Ouganda                               |
| Équipe   | Égypte Perihan El-Bakri Ines El-Darwish (de) Souheir El-Hennewi Naila Naser            | Ghana Ernestina Akuetteh (de) Ethel Jacks (en)                              | Kenya                                 |
| Mixte    |                                                                                        |                                                                             |                                       |
| Double   | Mamdouh Salama Naila Naser                                                             | Fawzi El-Abrashy (de) Ines El-Darwish (de)                                  | Abdou Gaafar Perihan El-Bakri         |
| Double   | Mamdouh Salama Naila Naser                                                             | Fawzi El-Abrashy (de) Ines El-Darwish (de)                                  | Mohamed Monir Taha Souheir El-Hennawi |